# Zieleń S
Zieleń S, zieleń brylantowa BS, E142 – organiczny związek chemiczny, trifenylometanowy barwnik smołowy. Jest zakazany w niektórych krajach.
Dopuszczalne dzienne spożycie wynosi 5 mg/kg ciała.

## Zastosowanie
Jest stosowany w przemyśle spożywczym jako dodatek m.in. do groszku konserwowego, sosu miętowego, serników w proszku, galaretek oraz w przemyśle tekstylnym.

## Zagrożenia
W stosowanych stężeniach barwnik ten rzadko jest szkodliwy dla zdrowia, aczkolwiek w większych ilościach może powodować astmę, nadpobudliwość, bezsenność, reakcje alergiczne (np. wysypkę), a nawet anemię.